# Regione di Olomouc
La regione di Olomouc (in ceco Olomoucký kraj) è una regione (kraj) della Repubblica Ceca, situata nella parte nord-occidentale e centrale della storica regione della Moravia (Morava) e in piccola parte nella storica regione della Slesia (Slezsko). Il nome viene dal capoluogo Olomouc.

## Distretti
- Distretto di Olomouc
- Distretto di Jeseník
- Distretto di Prostějov
- Distretto di Přerov
- Distretto di Šumperk

## Amministrazione

### Gemellaggi
È gemellata con:
- Provincia di Reggio Emilia